# Florida (contea di Orange, New York)
Florida è un comune statunitense dello stato di New York, Contea di Orange. Esso si trova ad ovest del lago Glenmere e ad est di Warwick.

## Storia
Il village venne fondato da coloni anglo-europei nel 1760, ma fu riconosciuto come municipalità solo nel 1946.
Si tratta di un territorio agricolo, noto per le grandi colture di cipolle (esso si autodefinisce « Capoluogo mondiale della cipolla») nella vicina zona denominata Black Dirt.

## Florida nella fiction
- Florida è stata il luogo ove si è svolto il 19º episodio della serie TV Law & Order - Unità vittime speciali, intitolato appunto Florida.